# Accords Sykes-Picot
Pour les articles homonymes, voir Sykes et Picot.
Les accords Sykes-Picot sont des accords secrets signés le 16 mai 1916, après négociations entre novembre 1915 et mars 1916, entre la France et le Royaume-Uni (avec l'aval de l'Empire russe et du royaume d'Italie), prévoyant le découpage du Proche-Orient à la fin de la guerre en plusieurs zones d'influence au profit de ces puissances, ce qui revenait à dépecer l'Empire ottoman. Les accords s'inscrivent dans le contexte d'une domination coloniale par laquelle deux pays exercent une action déterminante et durable sur les peuples d'une région étrangère.
En rupture avec des promesses antérieures d'indépendance faites au porte-parole de la nation arabe (le chérif Hussein), le Royaume-Uni et la France morcellent le Moyen-Orient en cinq zones. Chacun de ces deux pays se réserve une zone « d'administration directe » et une zone « d'influence» ; à ces quatre zones s'ajoute une cinquième, la Palestine, censée devenir une zone internationale.
À l'issue de la Première Guerre mondiale, les zones seront, pour certaines, modifiées. La Palestine sera cédée au Royaume-Uni, au lieu d'être internationalisée. Les Kurdes de Mossoul se retrouveront non pas en Syrie comme il était prévu mais, dès 1925, dans le nouvel Etat d'Irak créé par les Britanniques, la région de Mossoul ayant été cédée par la France au Royaume-Uni.
Les accords Sykes-Picot, relevant de la diplomatie secrète, n'ont pas de valeur légale. Le Royaume-Uni et la France mettent en application ces accords ultérieurement dans le cadre de la Société des Nations, qui leur accorde un mandat pour « conduire à l'indépendance » les peuples du Moyen-Orient « non encore capables de se diriger eux-mêmes », selon le texte de la Société des Nations (SDN), en prenant en compte les vœux de ces peuples. En réalité, le Royaume-Uni et la France n'ont pas tenu compte des vœux des populations et ont réprimé dans le sang les révoltes qui ont éclaté pendant leur mandat, notamment, en Irak, en Palestine et en Syrie.

## L'accord

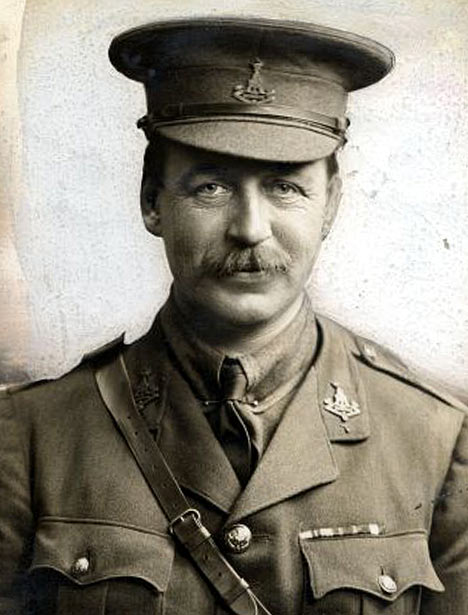
Mark Sykes.

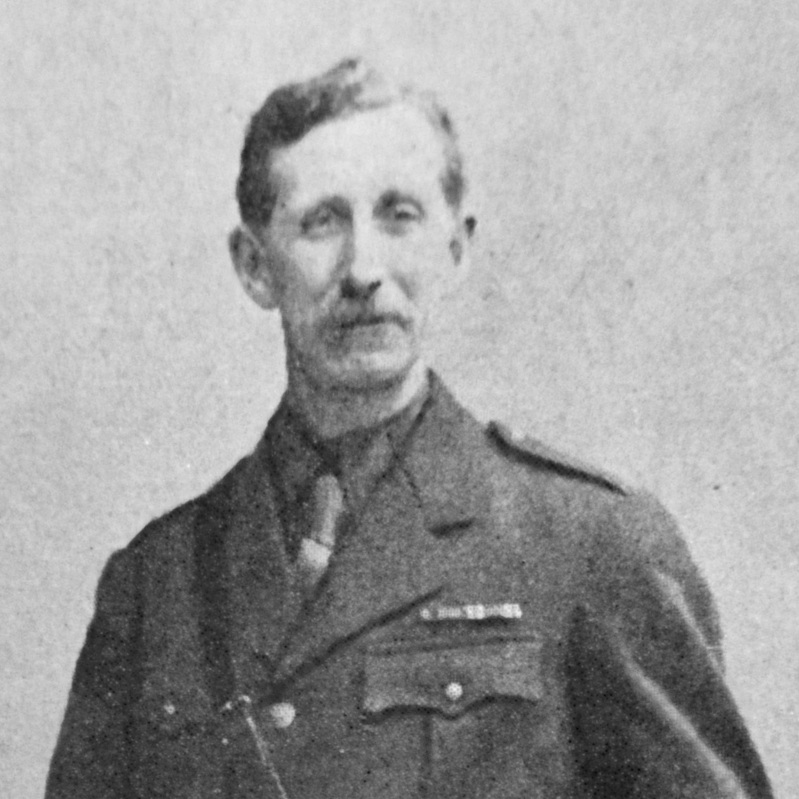
François Georges-Picot.

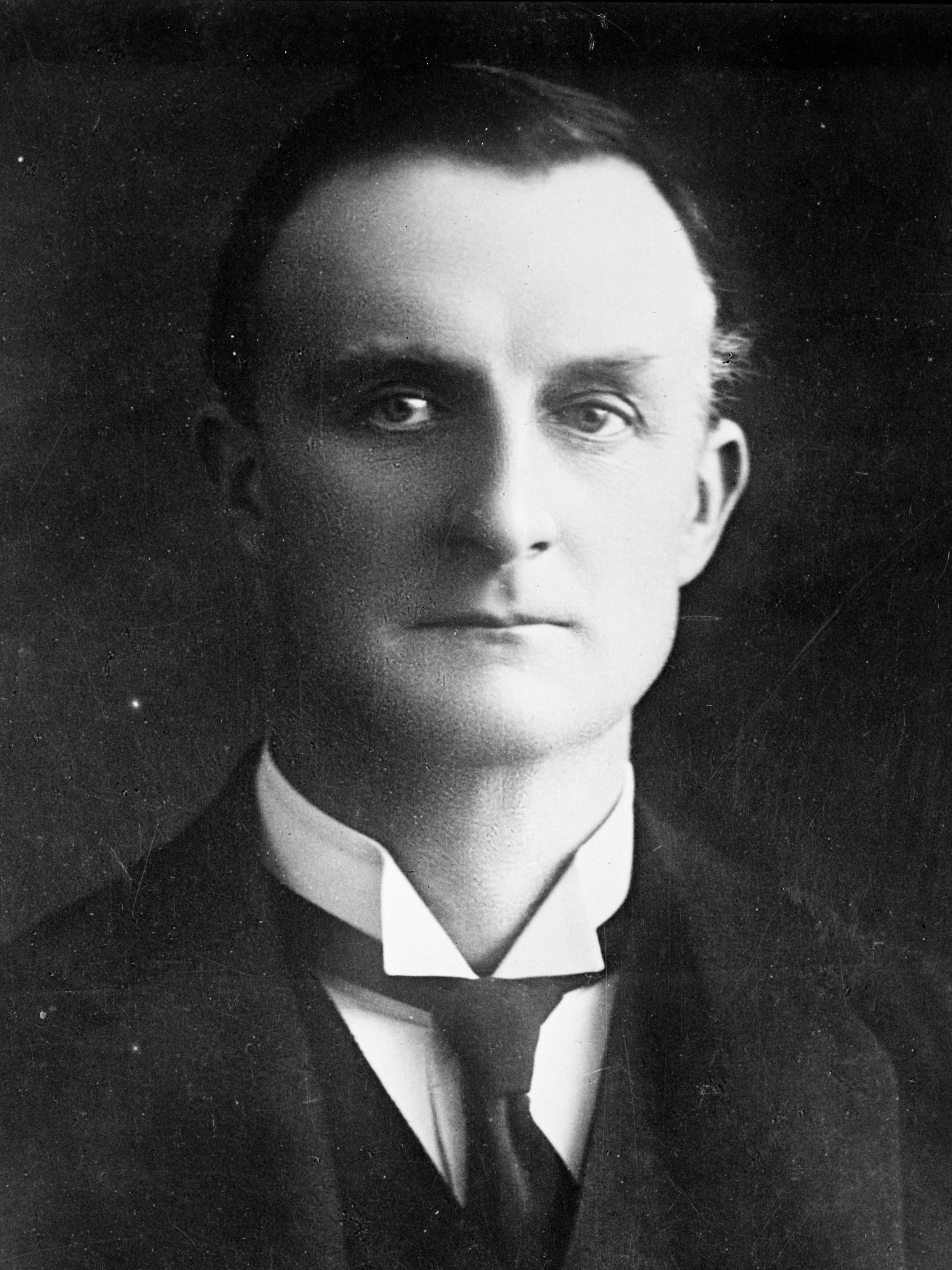
Edward Grey.

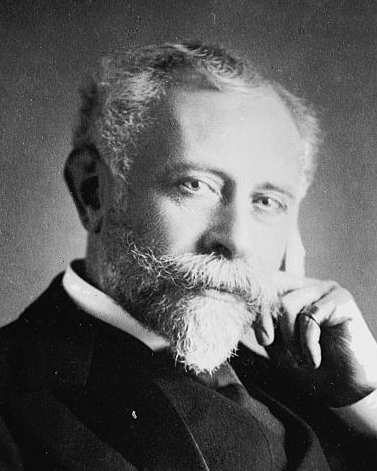
Paul Cambon.

Le 16 mai 1916, faisant suite à un travail préparatoire épistolaire de plusieurs mois entre Sir Mark Sykes, et François Georges-Picot, l'accord dit Sykes-Picot est conclu entre la France et le Royaume-Uni à Downing Street entre Paul Cambon, ambassadeur de France à Londres, et Sir Edward Grey, secrétaire d'État au Foreign Office. Du côté britannique, la commission de Bunsen à laquelle participa Sir Mark Sykes au printemps 1915 en aura jeté les bases.
Il prévoit à terme un découpage du Proche-Orient, c'est-à-dire l'espace compris entre la mer Noire, la mer Méditerranée, la mer Rouge, l'océan Indien et la mer Caspienne, alors partie intégrante de l'Empire ottoman. L'Empire russe participe aux délibérations et donne son accord, comme l'Italie, aux termes du traité secret.
Le Proche-Orient est découpé, malgré les promesses d'indépendance faites aux Arabes, en cinq zones :
1. Zone bleue française, d'administration directe formée du Liban actuel et de la Cilicie[4] ;
2. Zone arabe A, d'influence française comportant le Nord de la Syrie actuelle et la province de Mossoul[4] ;
3. Zone rouge britannique, d'administration directe composée du Koweït actuel et de la Mésopotamie (actuel Irak sans la région de Mossoul)[4] ;
4. Zone arabe B, d'influence britannique, constituée du Sud de la Syrie actuelle, de la Jordanie actuelle et de la future Palestine mandataire[4] ;
5. Zone brune, d'administration internationale comprenant Saint-Jean-d'Acre, Haïfa et Jérusalem. Le Royaume-Uni obtiendra le contrôle des ports de Haïfa et d'Acre[4].

Bien qu'ils aient donné leur nom à l'accord, les diplomates François Georges-Picot et Mark Sykes jouent un rôle secondaire dans son élaboration. Les acteurs qui le négocient sont en réalité les ministres des Affaires étrangères français et britannique Paul Cambon et Edward Grey ; l'accord aurait dû s'appeler l'accord Grey-Cambon.

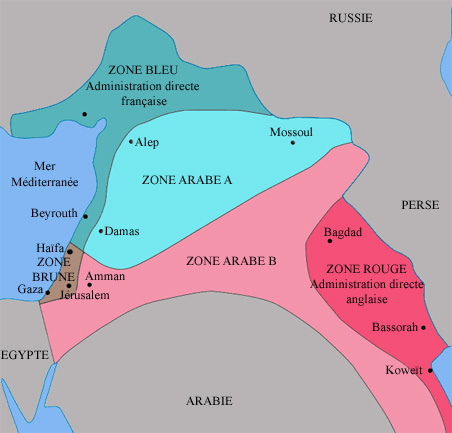
Carte des accords Sykes-Picot.
Mandat français en Syrie et au Liban issu de la zone bleue et de la zone arabe A.
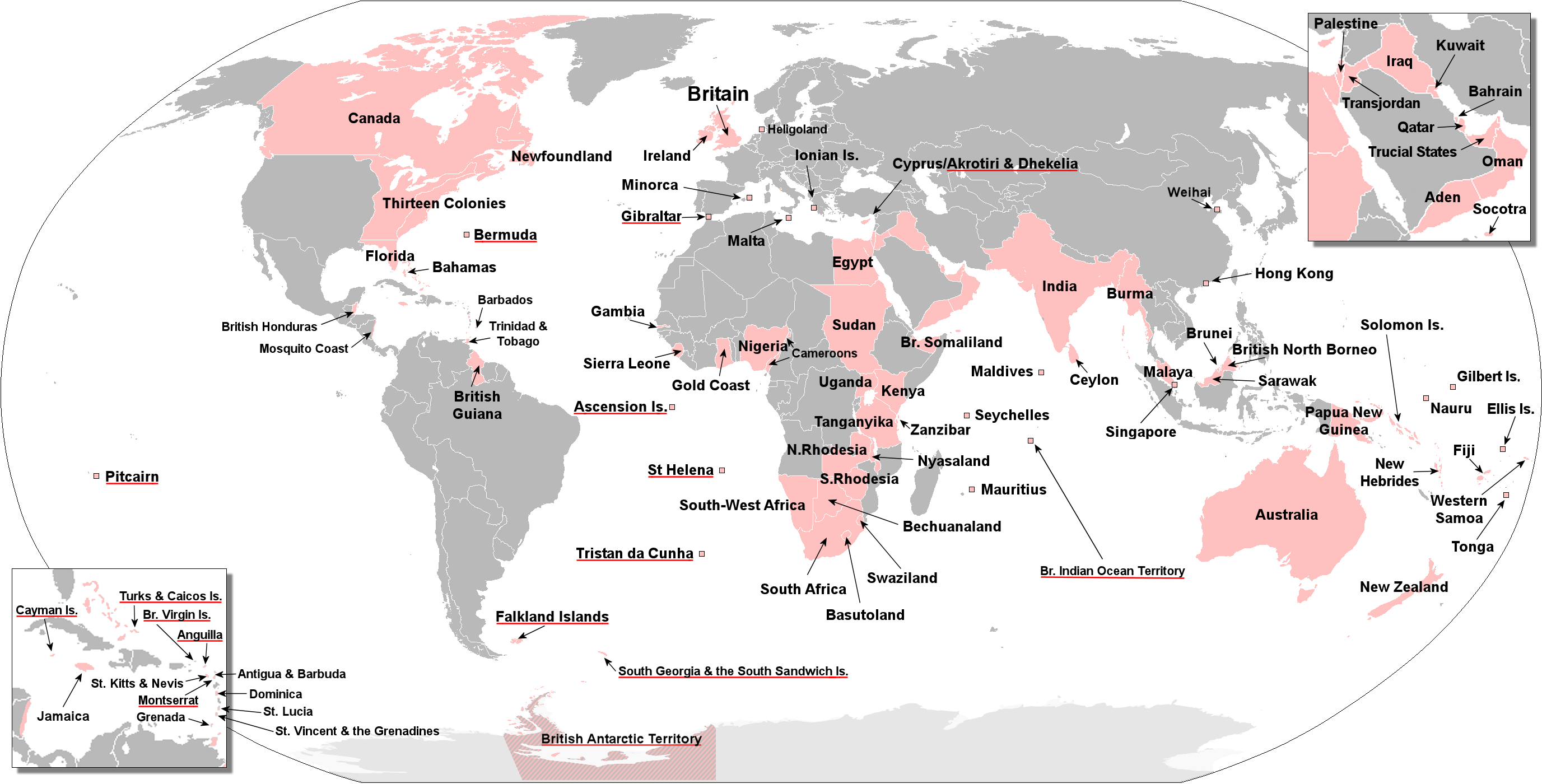
Empire britannique, les régions colonisées sont en rose. Dans le carré en haut en droite, l'Empire couvre la Transjordanie, la Palestine, l'Irak, le Koweit, le Qatar, Bahrein, les États de la Trêve (« Trucial States »), Oman, Aden. Voir la zone rouge et la zone arabe B des accords Sykes-Picot.
Mandat britannique en Palestine (ex-« zone brune ») et en Transjordanie
Le Moyen-Orient aujourd'hui (cliquer pour agrandir)

## Divulgation
Ces accords secrets n'ont été finalement révélés au grand public que le 23 novembre 1917 dans un article des Izvestia et de la Pravda et le 26 novembre 1917 puis repris dans un article du Manchester Guardian.
À la suite de la révolution d'Octobre qui renverse la jeune république russe instaurée depuis la révolution de Février et installe le pouvoir bolchévique, le nouveau gouvernement de Pétrograd découvre dans les archives du ministère des Affaires étrangères une copie du texte du traité Sykes-Picot qu'il porte, en janvier 1918, à la connaissance du gouvernement ottoman, toujours possesseur des territoires concernés.

## Réactions immédiates

### Le roi Hussein
Le pouvoir ottoman transmet alors ces informations au chérif Hussein de La Mecque à qui les Britanniques avaient promis, en 1915, dans une série d'échanges avec Sir Henry McMahon le haut commissaire britannique au Caire, un grand royaume arabe ; les Britanniques avaient eu pour objectif par cette promesse de détacher Hussein de l'Empire ottoman et d'obtenir de lui un soutien militaire. Dès la nouvelle connue, la colère gronde chez les Arabes. Désagréablement surpris par la lecture du traité, Hussein transmet le texte au gouvernement britannique avec une demande d'explications.
Le 8 février 1918 le gouvernement britannique répond :
« Le gouvernement de sa Majesté et ses alliés n'ont pas abandonné leur politique qui consiste à apporter leur concours le plus entier à tous les mouvements qui luttent pour la libération des Nations opprimées. En vertu de ce principe, ils sont plus que jamais résolus à soutenir les peuples arabes dans leur effort pour instaurer un Monde arabe dans lequel la loi remplacera l'arbitraire ottoman et où l'unité prévaudra sur les rivalités artificiellement provoquées par les intrigues des administrations turques.

Le gouvernement de Sa Majesté confirme ses promesses antérieures concernant la libération des peuples arabes. »
Les accords Sykes-Picot affirment la domination de puissances européennes sur des régions « pourtant déjà promises au chérif Hussein par les Britanniques », affirme l'historien Henry Laurens.
Selon l'historien Samir Saul, « en 1916, Britanniques et Français contrarient la naissance d’un État arabe unifié dans l’ensemble du Moyen-Orient et de la péninsule arabique, promis par la Grande-Bretagne aux Arabes en 1915 en contrepartie d'une aide des troupes arabes contre l’Empire ottoman pendant la Première Guerre mondiale. »
Selon le politologue Daniel Meier, « cette entente entre puissances marquait du sceau de la trahison un découpage effectué par devers le Chérif Hussein, gardien des lieux Saints de La Mecque et de Médine auquel la Grande-Bretagne avait promis la création d’un grand royaume arabe une fois l’Empire ottoman liquidé grâce au soutien de ses troupes arabes ».

### Le président Wilson
Aux États-Unis, le président Wilson, tentant de mettre en avant l'argument de l'autodétermination des peuples, ne participe pas aux accords Sykes-Picot et cherche à obtenir un mandat de la Société des Nations elle-même, en organisant dans le cadre d'une commission une consultation des peuples concernés.
Les Français et les Britanniques sentant la situation leur échapper quittent la commission et se mettent d'accord sur les frontières à la conférence de San Remo en avril 1920.

## Rapport de force militaire franco-britannique
Le contexte militaire et diplomatique pour la France en Orient est défavorable. En janvier 1916, celle-ci n'y dispose d'aucune troupe depuis le retrait des Dardanelles, alors que 275 000 soldats britanniques sont concentrés en Égypte. Durant le conflit, les effectifs britanniques monteront jusqu'à 1,4 million d'hommes (tous théâtres orientaux confondus), contre guère plus de 7 000 hommes pour le détachement français de Palestine et de Syrie (DFPS). Cette faiblesse numérique sur le terrain paraît avoir été en partie compensée par l'occupation par la marine française de l'île de Rouad, sur laquelle la France a installé un service de renseignements très actif en Syrie. Les réseaux tissés par le service d'informations de la marine au Levant (SIL) avec de nombreuses communautés et tribus syriennes ont permis de conserver l'influence française dans la région et dissuadé la Grande-Bretagne de remettre a posteriori en cause l'accord signé avec la France.

## Application de l'accord
Cet accord est ainsi entériné et légalisé par un mandat en bonne et due forme de la Société des Nations à la conférence de San Remo. La France forme un mandat sur le Liban et un autre sur la Syrie, tandis que la Grande-Bretagne forme un mandat sur la Mésopotamie (agrandie de Mossoul cédée par les Français en échange d'une participation aux bénéfices pétroliers du bassin de Kirkouk) et un autre concernant la Palestine et la Transjordanie.
Le partage décidé ne sera jamais appliqué intégralement ; il y aura notamment la cession en 1919 de Mossoul à l'Angleterre par Clemenceau et la naissance de la Turquie moderne, ainsi que la création de l'Arabie saoudite actuelle.
Selon Henry Laurens, le tracé des frontières actuelles au Moyen-Orient ne découle pas seulement des accords Sykes-Picot, mais d'une série de tractations «entre les réunions à Versailles de décembre 1918 et la conférence de San Remo en avril 1920», voire au-delà durant les années 1920, au cours des mandats français et britanniques.

## Contestations du découpage du Moyen-Orient dans l'entre-deux-guerres
L’accord franco-britannique doit faire face à une double opposition : l'insurrection nationale turque de Mustafa Kemal Atatürk en Anatolie, en opposition au traité de Sèvres, et l'installation du pouvoir des Hachémites, s'appuyant sur les nationalistes arabes, en Mésopotamie (Irak actuel) et en Syrie.
Alors que les frontières de la Turquie ont été définies par le traité de Sèvres en 1920, avec des frontières qui limitent le pays à sa partie occidentale d’Anatolie et à Constantinople, avec la création d’un « territoire autonome des Kurdes », et une partie arménienne dissociée de la Turquie pour être réunie à la république indépendante d’Arménie, la guerre d’indépendance turque, dès mai 1919, modifie les tracés prévus par les grandes puissances. Les Français sont chassés d'Anatolie par les kémalistes à l'issue de la campagne de Cilicie. Le traité de Lausanne (1923) fixe les frontières actuelles de la Turquie en y intégrant des territoires reconquis ; le processus entraîne des transferts forcés de populations.
Les régions arabes contestent également la partition diplomatique du Proche-Orient opérée par les grandes puissances. Fayçal, fils du roi Hussein, à qui les Britanniques avaient promis un soutien en faveur de la formation d'une grand royaume arabe, refusa d'avaliser les accords Sykes-Picot. À Damas, en Syrie, pays placé en zone de domination française selon les termes de l'accord Sykes-Picot, Fayçal, est proclamé roi du royaume arabe de Syrie. En 1920, le mouvement nationaliste arabe dont il est un représentant l'incite à prendre les armes afin de s'emparer des territoires attribués à la France par les accords Sykes-Picot puis par la Société des Nations. La bataille de Maysaloun de juillet 1920 entre les troupes de Fayçal et les troupes françaises s'achève sur une défaite arabe. Les Anglais, en compensation, installent Fayçal sur le trône irakien.

## Conséquences

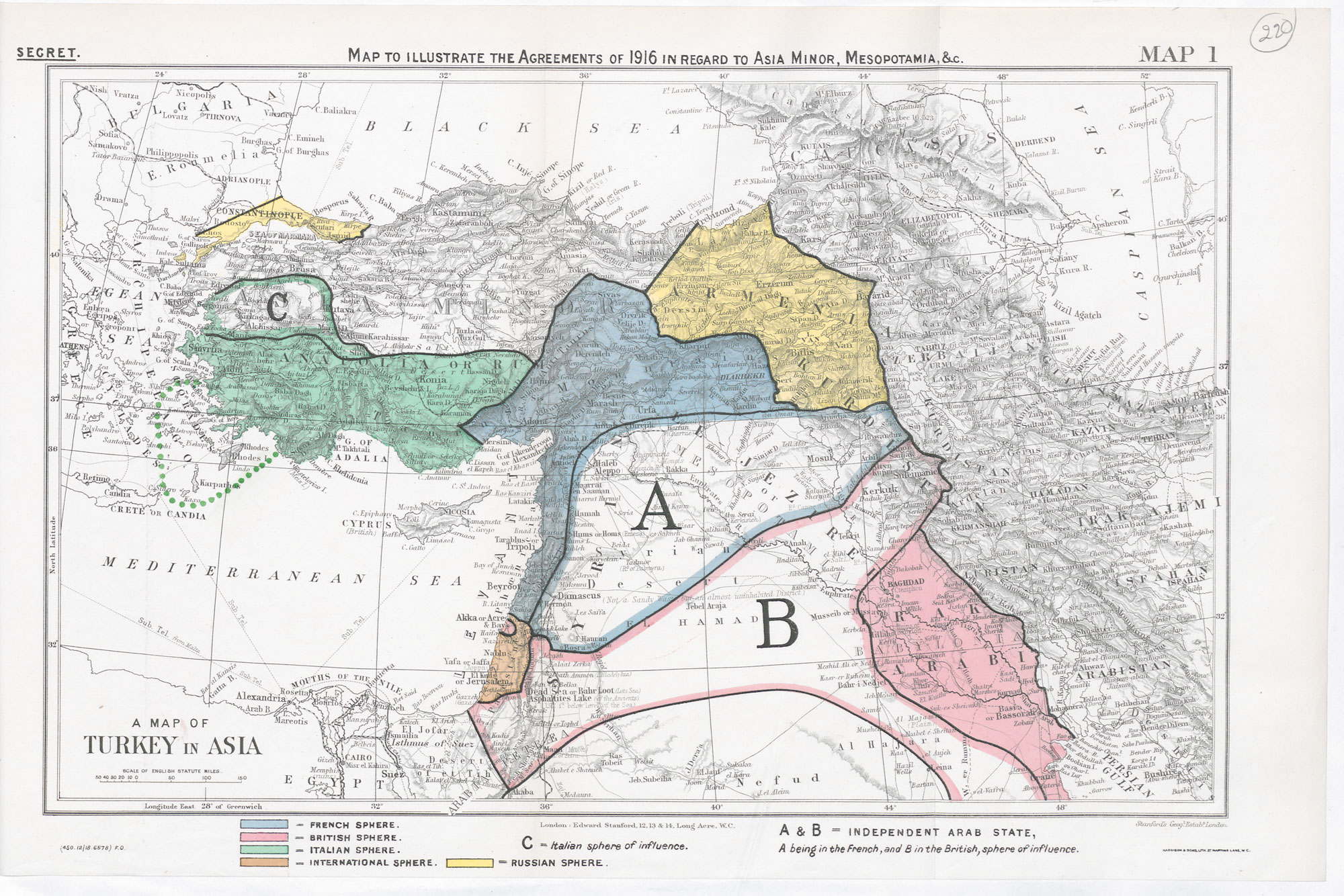
Carte du découpage de l'Empire ottoman suivant les accords Sykes-Picot, complétés par les accords de Saint-Jean-de-Maurienne.

Selon l'historien Eugene Rogan (en), les accords Sykes-Picot et plus largement tout le processus de dépeçage de l'Empire ottoman par les Alliés durant la Première Guerre mondiale demeurent au XXIe siècle un facteur de déstabilisation du Moyen-Orient.
Dans les pays arabes, les accords Sykes-Picot sont associés à l'idée d'un destin imposé arbitrairement aux peuples de la région par des puissances européennes. La critique de la « diplomatie secrète » de la France et de la Grande-Bretagne est également un thème diffusé par le président américain Woodrow Wilson. Le pouvoir révolutionnaire bolchevique fait partie des détracteurs des accords Sykes-Picot.
Le nom de l'accord est historiquement déformé. Selon l'historien Henry Laurens, les Britanniques ont préféré l'appeler « Sykes-Picot » plutôt que « Cambon-Grey » ou « Grey-Cambon », comme il aurait dû s'appeler (puisqu'il s'agit des deux signataires), afin de lui donner moins d'importance. Notamment gênés par ce partage arbitraire vis-à-vis de leurs alliés arabes, les Britanniques s'en sont tenus à cette façon réductrice de nommer l'accord, qui est depuis entrée dans le langage courant.
De nos jours, les accords Sykes-Picot sont dénoncés, dans les pays arabes, comme un héritage des anciennes puissances coloniales de l'époque, le Royaume-Uni, et la France. Mais depuis, les frontières sont restées telles qu'elles furent tracées en 1919, à l'exception du Sandjak d'Alexandrette, qui fut annexé par la Turquie, en 1939.